# Ibrahim Rojas
Ibrahim Rojas Blanco (Santa Cruz del Sur, 10 de octubre de 1975) es un deportista cubano que compitió en piragüismo en la modalidad de aguas tranquilas.
Participó en dos Juegos Olímpicos de Verano en los años 2000 y 2004, obteniendo dos medallas, plata en Sídney 2000 y plata en Atenas 2004. En los Juegos Panamericanos consiguió cinco medallas de oro entre los años 1995 y 2003.
Ganó ocho medallas en el Campeonato Mundial de Piragüismo entre los años 1999 y 2003.

## Palmarés internacional
| Juegos Olímpicos     | Juegos Olímpicos                | Juegos Olímpicos  | Juegos Olímpicos |
| Año                  | Lugar                           | Medalla           | Competición      |
| -------------------- | ------------------------------- | ----------------- | ---------------- |
| 2000                 | Sídney (Australia)              | Medalla de plata  | C2 1000 m        |
| 2004                 | Atenas (Grecia)                 | Medalla de plata  | C2 500 m         |
| Campeonato Mundial   |                                 |                   |                  |
| Año                  | Lugar                           | Medalla           | Competición      |
| 1999                 | Milán (Italia)                  | Medalla de plata  | C2 1000 m        |
| 2001                 | Poznań (Polonia)                | Medalla de bronce | C2 200 m         |
| 2001                 | Poznań (Polonia)                | Medalla de oro    | C2 500 m         |
| 2001                 | Poznań (Polonia)                | Medalla de bronce | C2 1000 m        |
| 2002                 | Sevilla (España)                | Medalla de oro    | C2 200 m         |
| 2002                 | Sevilla (España)                | Medalla de oro    | C2 500 m         |
| 2002                 | Sevilla (España)                | Medalla de plata  | C2 1000 m        |
| 2003                 | Gainesville (Estados Unidos)    | Medalla de bronce | C2 500 m         |
| Juegos Panamericanos |                                 |                   |                  |
| Año                  | Lugar                           | Medalla           | Competición      |
| 1995                 | Mar del Plata (Argentina)       | Medalla de oro    | C2 1000 m        |
| 1999                 | Winnipeg (Canadá)               | Medalla de oro    | C2 500 m         |
| 1999                 | Winnipeg (Canadá)               | Medalla de oro    | C2 1000 m        |
| 2003                 | Santo Domingo (Rep. Dominicana) | Medalla de oro    | C2 500 m         |
| 2003                 | Santo Domingo (Rep. Dominicana) | Medalla de oro    | C2 1000 m        |